# Enrique Saura
Enrique Saura Gil (Onda, Provincia de Castellón, España, 2 de agosto de 1954) es un exfutbolista español. Jugó de centrocampista donde su primer equipo fue el CD Castellón, más tarde desarrollo gran parte de su carrera en el Valencia CF, además de sumar 24 internacionalidades y 4 goles con la selección española. 

## Trayectoria
Saura se formó en las categorías inferiores del CD Castellón debutando en el primer equipo, que entonces militaba en segunda. Tras sus buenas actuaciones llamó la atención de los técnicos del Valencia CF que lo incorporaron a su equipo el 4 de octubre de 1975, con la temporada ya empezada.
Sus inicios con el club che no fueron especialmente destacados. Era un jugador que destacaba por su gran capacidad de lucha y sacrificio, si bien su escaso cuerpo (era bajo y delgado) no le ayudaban en ese cometido. Con el paso de los años fue desplazando su juego hacia la banda derecha hecho que provocó su explosión como futbolista de gran nivel.
Sin embargo su juego nunca fue el de un extremo clásico ya que apenas centraba balones siendo su arma favorita el recorte hacia el interior del campo que aprovechaba para lanzar un seco chut hacia la cepa del poste que sorprendía en numerosas ocasiones a los porteros rivales.
Debido a su carisma, a la entrega que exhibía en el juego y al hecho de ser valenciano fue capitán del Valencia CF durante numerosos años.
Al final de la temporada 1984-1985, tal vez de una manera precipitada, el Valencia CF prescindió de sus servicios, retornando Saura a su club de origen, el CD Castellón, donde disputó otras tres temporadas más.

### Selección nacional
Fue internacional con la selección de fútbol de España un total de veintitrés partidos, anotando cuatro goles. Su debut se produjo el 8 de noviembre de 1978 ante Francia en París.
Con la selección española disputó la Copa Mundial de Fútbol de 1982 y anotó el gol que otorgó a España la victoria en el trascendental partido ante Yugoslavia.

## Clubes
| Club         | País   | Año       |
| ------------ | ------ | --------- |
| CD Castellón | España | ????-1974 |
| Valencia CF  | España | 1975-1985 |
| CD Castellón | España | 1985-1988 |

## Títulos

### Campeonatos nacionales
| Título       | Club        | País   | Año  |
| ------------ | ----------- | ------ | ---- |
| Copa del Rey | Valencia CF | España | 1979 |

### Campeonatos internacionales
| Título              | Club        | País   | Año       |
| ------------------- | ----------- | ------ | --------- |
| Recopa de Europa    | Valencia CF | España | 1979-1980 |
| Supercopa de Europa | Valencia CF | España | 1980      |